# Майщина
Ма́йщина (бел. Майшчына) — деревня в составе Семукачского сельсовета Могилёвского района Могилёвской области Республики Беларусь.

## Население
- 1999 год — 41 человек
- 2010 год — 20 человек